# 东洲湘江大桥
东洲湘江大桥是中華人民共和國湖南省衡阳市一座跨越湘江的橋樑，起點位於于雁峰区湘江乡东洲村，終點位於珠晖区衡阳轧钢厂。东洲湘江大桥全长1081米。2016年4月30日开工建设，衡阳东洲大桥动工，2019年1月27日合龙，2021年11月正式通车。